# Сан-Лоренцо-ін-Банале
Сан-Лоренцо-ін-Банале (італ. San Lorenzo in Banale, вен. San Łorenso in Banałe) — муніципалітет в Італії, у регіоні Трентіно-Альто-Адідже,  провінція Тренто. Муніципалітет існував до 1 січня 2015 року, коли Сан-Лоренцо-ін-Банале був об'єднаний із сусіднім муніципалітетом Дорсіно для створення теперішнього муніципалітету Сан-Лоренцо-Дорсіно.
Сан-Лоренцо-ін-Банале був розташований на відстані близько 490 км на північ від Рима, 16 км на захід від Тренто.
Населення — 1164 особи (2012).

## Демографія
Населення за роками:

Станом на 31 грудня 2010 року в муніципалітеті офіційно проживали 64 іноземці з 13 країн, серед них 15 громадян країн Євросоюзу та 1 громадянин України.

## Сусідні муніципалітети
- Андало
- Бледжо-Інферіоре
- Мадруццо
- Дорсіно
- Ломазо
- Мольвено
- Тре-Вілле
- Стеніко
- Валлелагі